# Hilterscheid
Hilterscheid ist ein Stadtteil von Bad Münstereifel im Kreis Euskirchen, Nordrhein-Westfalen und gehört zur Dörfergemeinschaft und ehemals eigenständigen Gemeinde Mutscheid.

## Lage
Der Ort liegt 17 Kilometer südlich der Kernstadt von Bad Münstereifel. Durch den Ort verläuft die Kreisstraße 55 von Esch nach Ohlerath. Südlich grenzt das Land Rheinland-Pfalz.

## Geschichte
Der Ort wurde im Jahr 1138 erstmals urkundlich erwähnt.
Hilterscheid gehörte zur eigenständigen Gemeinde Mutscheid, bis diese am 1. Juli 1969 nach Bad Münstereifel eingemeindet wurde.
Im Jahr 2003 gewann Hilterscheid im Landeswettbewerb Unser Dorf hat Zukunft eine Bronzeplakette und einen Sonderpreis für herausragende Einzelleistungen.

## Verkehr
Die VRS-Buslinie 822 der RVK verbindet den Ort mit Bad Münstereifel und weiteren Nachbarorten, überwiegend als TaxiBusPlus im Bedarfsverkehr.
| Linie | Verlauf |
| ----- | --- |
| 822   | MiKE (außer im Schülerverkehr): (Bad Münstereifel Gewerbegeb./Ärzteh. →/ Rathaus ←) Bad Münstereifel Bf – Eifelbad – Eicherscheid – Langscheid / Vollmert – Schönau – (Mahlberg ←) Wasserscheide – Esch – Honerath – Berresheim – Hardtbrücke – Ellesheim – Mutscheid – Nitterscheid – Sasserath – Hilterscheid – Ohlerath (– Rupperath / Wershofen) |

Die Grundschulkinder werden zur katholischen Grundschule St. Helena nach Mutscheid gebracht. 